# Can Vilaseca (Sant Feliu de Codines)
Can Vilaseca és una obra noucentista de Sant Feliu de Codines (Vallès Oriental) inclosa a l'Inventari del Patrimoni Arquitectònic de Catalunya.

## Descripció
Edifici aïllat de tipologia ciutat-jardí, compost de planta baixa, pis i golfes, amb coberta a quatre vessants. El cos principal té façana plana i els cossos laterals, de planta baixa, tenen façana plana de composició simètrica desequilibrada pel porxo d'entrada. Apareixen elements representatius de l'arquitectura noucentista.

## Història
Zona de l'eixample del nucli antic amb caràcter de ciutat jardí, el carrer-carretera en què està enclavada la casa és l'eix principal de la població i en ell hi trobem els edificis més representatius de l'arquitectura de finals del segle xix i primer terç del segle xx.